# Praetaxila wallacei
Praetaxila wallacei is een vlindersoort uit de familie van de prachtvlinders (Riodinidae), onderfamilie Nemeobiinae.
Praetaxila wallacei werd in 1862 beschreven door Hewitson.